# 반응형 웹 디자인

Content is like water: 반응형 웹 디자인의 원리를 설명하는 페이지.

반응형 웹 디자인(responsive web design, RWD)이란 하나의 웹사이트에서 PC, 스마트폰, 태블릿 PC 등 접속하는 디스플레이의 종류에 따라 화면의 크기가 자동으로 변하도록 만든 웹페이지 접근 기법을 말한다.
웹사이트를 PC용과 모바일용으로 각각 별개로 제작하지 않고, 하나의 공용 웹사이트를 만들어 다양한 디바이스에 대응할 수 있다. PC용 URL과 모바일용 URL이 동일하기 때문에 검색 포털 등 광고를 통한 사용자 접속을 효율적으로 관리할 수 있다. 또한 웹 페이지 내용을 수정할 경우, 하나의 페이지만 수정하면 PC와 모바일 등 다양한 디바이스에서 동일하게 반영된다. 반응형 웹의 핵심 기술은 가변 그리드(fluid grid), 유연한 이미지(flexible images), 미디어 쿼리(media query)이다. 반대말은 디바이스별로 별도의 웹사이트를 제작하는 적응형 웹(adaptive web)이다.

## 역사
브라우저 뷰포트 너비에 순응하는 레이아웃을 구현한 최초의 사이트는 2001년에 런칭한 Audi.com이다.

## 같이 보기
- 적응형 웹 디자인
- 부트스트랩 (프론트엔드 프레임워크)